# 柳塔里
49°33′52″N 30°44′52″E / 49.56444°N 30.74778°E

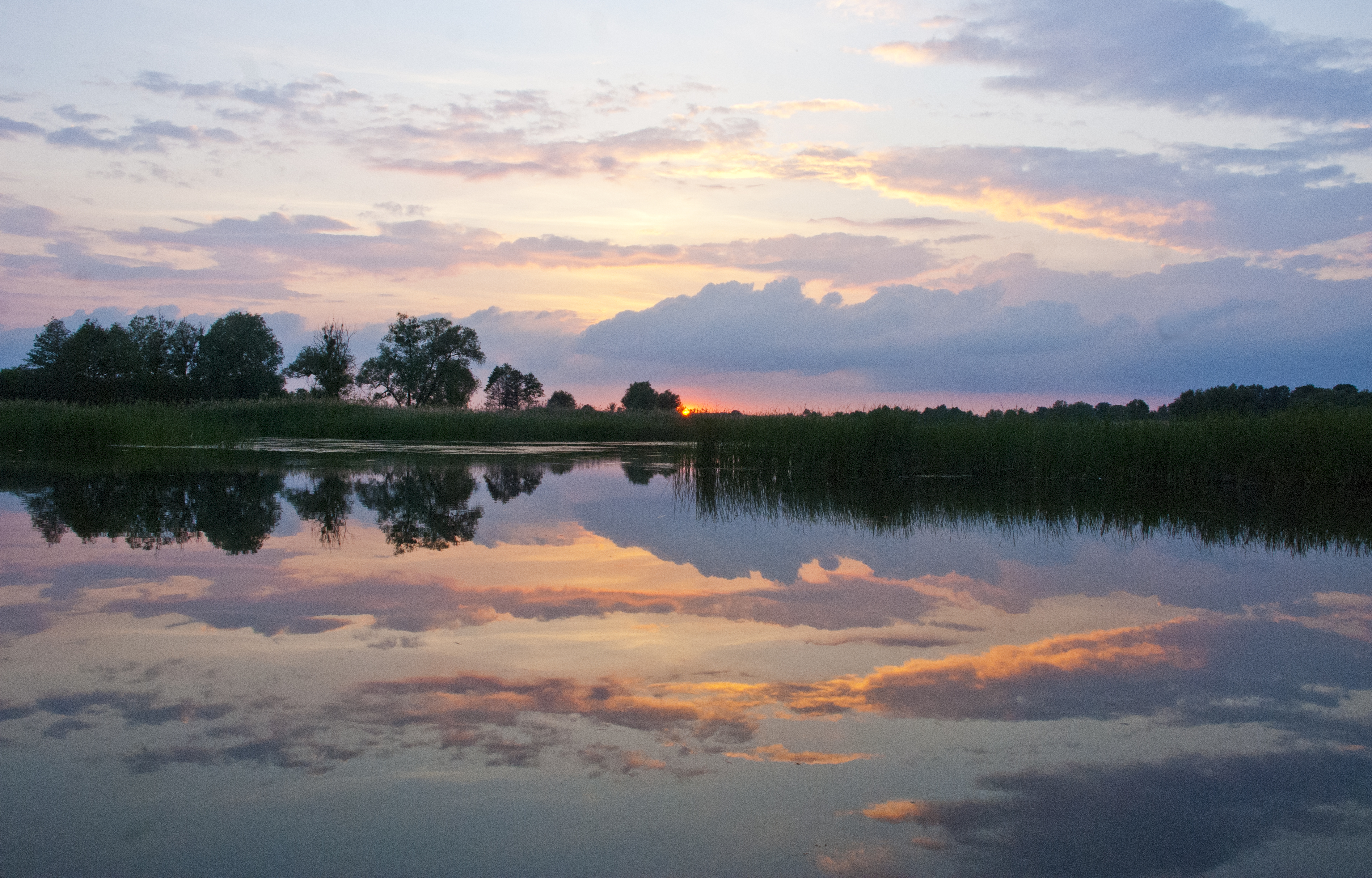
位于柳塔里的罗思河

柳塔里（烏克蘭語：Лютарі）是位於烏克蘭北部的村莊，由基辅州奧布希夫區的博胡斯拉夫市鎮負責管轄。該村面積0.7平方公里，海拔高度135米，2001年人口127，人口密度每平方公里181.4人。